# Мухаммад Джалал уд-Дін Паблу
 Мухаммад Джалал уд-Дін Паблу (д/н — 1888) — 20-й султан Магінданао в 1884—1888 роках. Останній незалежний правитель.

## Життєпис
Син султана Мухаммад Макакви. З 1870-х років фактично був співправителем батька. Намагався відновити єдність султанату, для чого уклав союз з Баяо, султаном Буаяном, оженившись на його доньці. Втім дії іспанської адміністрації, яка дипломатією та військами підпорядковувала залежні князівства і «султанати» не сприяло успіхам Джалал уд-Діна.
1884 року спадкував владу. Переніс резиденцію до Банубу, неподалік від столиці султанату Котабато, де вже панували іспанці. Весь час протистояв Анвар уд-Діну (відомому як дату Утто), правителю Багу-інгед, але марно. Помер 1888 року, призначивши перед тим раджа-мудою Мамаку (сина султана Іскандара Кудратуллаха Мухаммада). 
За цим Іспанія, с користавшись суперечкою щодо прав на трон, офіційно встановило владу над султанат Магінданоа, лише у 1906 році Мангігіна, онука Джамал уль-Алама, дату Сібугаї, було визнано новим султаном.